# 地毯鐵路

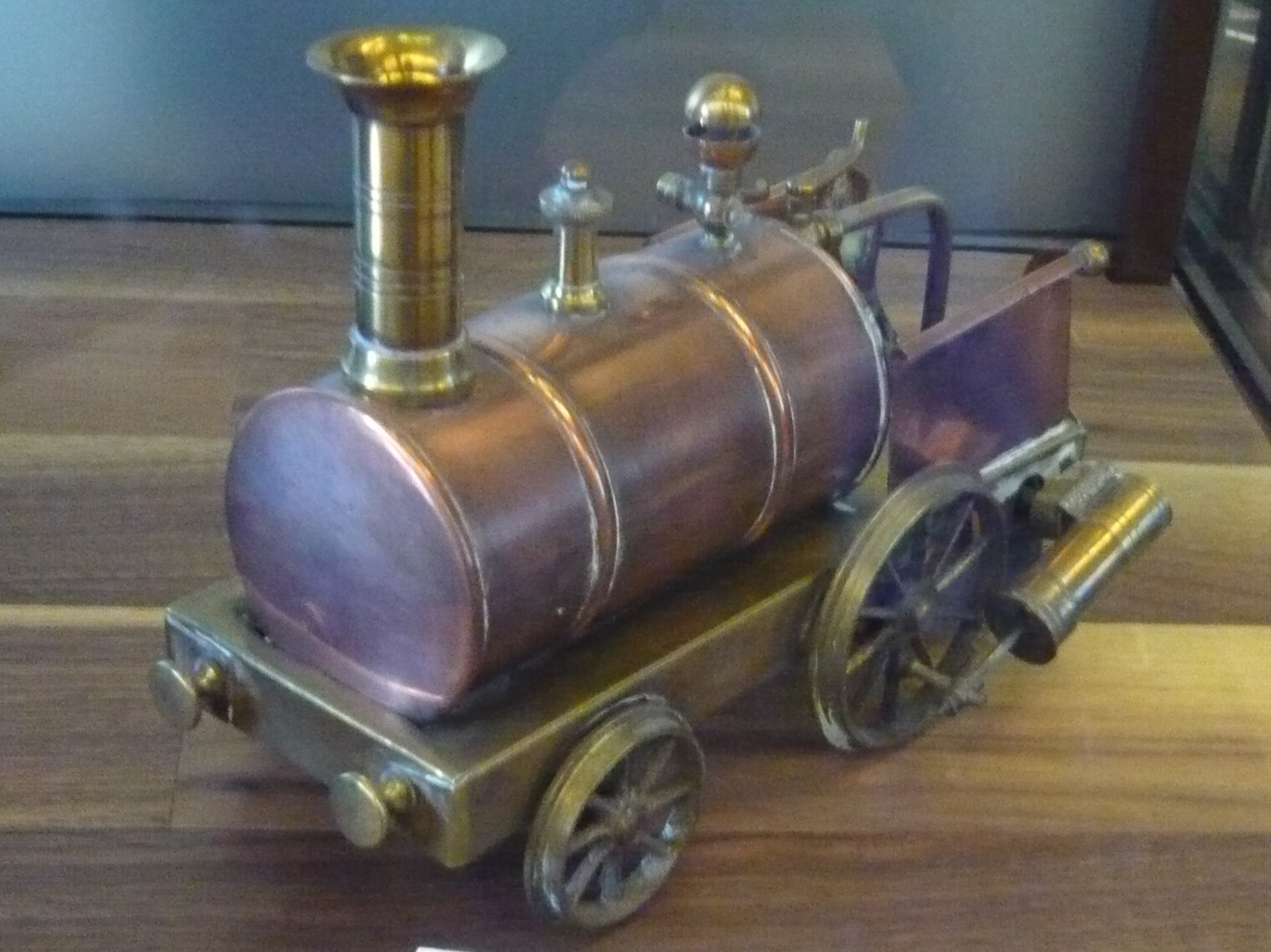
“伯明翰Dribbler”，由英國史蒂文斯模型船塢製於1890年前後

伯明翰 Dribbler（英語：Birmingham Dribbler）或地毯鐵路（英語： carpet railway）是對於一種非常早期的鐵路模型的形容。 這是一個錯誤的名詞，因為該鐵路的特點是一個模型蒸汽火車機車，但沒有軌道 - 機車只是運行在地板上。 在一些情況下，前輪甚至被製成可操縱，使得它們可以在沒有軌道的圓圈中運行。 它們首次出現在1840年代，成為非常受歡迎的維多利亞時代模型鐵路玩具。
這些蒸汽機車的構造非常簡單，通常由黃銅製成，並有一對簡單的擺動氣缸驅動主輪。 雖然有時會有簡單的裝飾（通常是漆帶），它們基本上是一個安裝在輪子上的鍋爐。 沒有使用軌道 - 鍋爐充滿水，燃燒器點燃，當蒸汽產生時，機車被放置在地板上並開始運行，直到水或燃料耗盡或發動機撞到家具中。 很快，再發生數起爆炸案例後，簡單的安全閥開始安裝於其上。
它們很快就獲得了伯明翰 Dribblers （或有時稱為“Piddlers”）的暱稱，因為它們大多製造於英國伯明翰，而且它們總是在跑過地板後留下一道水跡。 很多時候，這條軌跡將與用於燃燒器的燃料混合，並且與機車撞到家具和過度轉彎引起的許多火災事件產生關連，使得燃燒的燃料溢出地板。 隨著時間的推移，裝飾開始增加，如木製緩衝梁、緩衝器和汽笛。

## 最近的模型

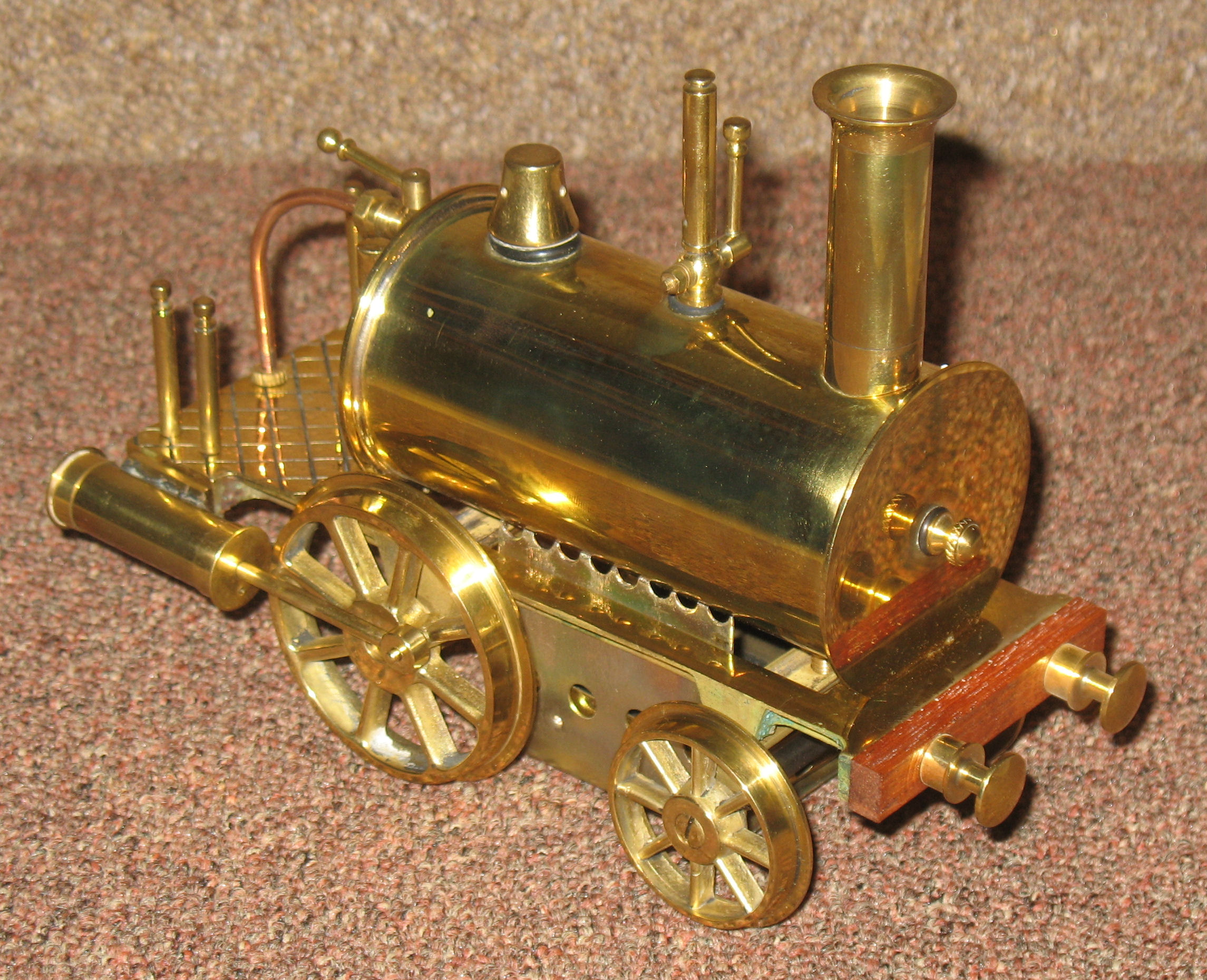
一個現代（約1978？）再現的“伯明翰Dribbler”蒸汽機，由Maxwell Hemmens打造。

不是所有的伯明翰Dribblers都是維多利亞時代的古董。 在20世紀70年代末到90年代，用於伯明翰Dribbler模型的黃銅自組裝套件由英國約克郡的Maxwell Hemmens Precision Steam Models製造。 完整的模型仍然可以從John Hemmens取得。